# 普姆普里站
普姆普里站是托尔尼亚卡尔内斯-图库姆斯铁路上的一个火车站，位于拉脱维亚尤尔马拉的普姆普里街区。